# Чаллис (Айдахо)
Чаллис (англ. Challis) — окружной центр и самый большой город в округе Кастер, штат Айдахо, США. Согласно переписи 2010 года население составляло 1081 человек, что на 172 человека больше, чем в 2000 году.

## География
Чаллис расположен по координатам 44°30′19″ с. ш. 114°13′38″ з. д. (44.505154, -114.227231). По данным Бюро переписи населения США в 2010 году город имел площадь 4,85 км², из которых 4,78 км² — суша и 0,07 км² — водоёмы.

### Климат
| Показатель                          | Янв.  | Фев. | Март | Апр. | Май  | Июнь | Июль | Авг. | Сен. | Окт. | Нояб. | Дек.  | Год  |
| ----------------------------------- | ----- | ---- | ---- | ---- | ---- | ---- | ---- | ---- | ---- | ---- | ----- | ----- | ---- |
| Средний суточный максимум, °C       | −0,3  | 3,8  | 9,4  | 14,8 | 19,7 | 24,9 | 29,6 | 28,9 | 23,5 | 16,2 | 5,9   | −0,2  | 14,7 |
| Средний суточный минимум, °C        | −10,9 | −8   | −3,4 | 0,0  | 4,1  | 7,9  | 11,0 | 10,1 | 5,2  | 0,4  | −5,1  | −10,7 | 0,1  |
| Норма осадков, мм                   | 13    | 9    | 15   | 15   | 28   | 25   | 20   | 17   | 16   | 11   | 14    | 13    | 196  |
| Источник: NOAA (normals, 1971–2000) |       |      |      |      |      |      |      |      |      |      |       |       |      |

## Демография
| Год переписи | Нас. |  | %±     |
| ------------ | ---- |  | ------ |
| 1880         | 614  |  | —      |
| 1890         | 356  |  | −42%   |
| 1910         | 338  |  | −5,1%  |
| 1920         | 484  |  | 43,2%  |
| 1930         | 418  |  | −13,6% |
| 1940         | 620  |  | 48,3%  |
| 1950         | 728  |  | 17,4%  |
| 1960         | 732  |  | 0,5%   |
| 1970         | 784  |  | 7,1%   |
| 1980         | 758  |  | −3,3%  |
| 1990         | 1073 |  | 41,6%  |
| 2000         | 909  |  | −15,3% |
| 2010         | 1081 |  | 18,9%  |
| 2020         | 902  |  | −16,6% |

### Перепись 2010 года
По данным переписи 2010 года, в городе проживало 1 081 человек в 502 домохозяйствах в составе 277 семей. Плотность населения составляла 225,6 чел./км². Было 598 квартир, средняя плотность которых составляла 124,8/км². Расовый состав города: 93,6% белых, 0,1% афроамериканцев, 0,8% индейцев, 0,3% азиатов, 3,5% других рас, а также 1,7% двух или более рас. Доля испанцев и латиноамериканцев составляла 7,2% населения.
Из 502 домохозяйств 26,7% имели детей младше 18 лет, которые жили с родителями; 43,4% были супругами, жившими вместе; 7,2% имели хозяйку без мужа; 4,6% имели хозяина без жены и 44,8% не являлись семьями. 39,0% домохозяйств состояли из одного человека, в том числе 15,6% в возрасте 65 лет и старше. В среднем на домохозяйство приходилось 2,14 жителя, а средний размер семьи составил 2,84 человека.
Средний возраст жителей города составил 42 года. Из них 21,3% были лица младше 18 лет; 6,7% — в возрасте от 18 до 24 лет; 26,3% в возрасте от 25 до 44 лет; 28,5% в возрасте от 45 до 64 лет и 17,2% — в возрасте 65 лет и старше. Половой состав населения: 55,0% — мужчины и 45,0% — женщины.
Средний доход на одно домашнее хозяйство составил 44 299 долларов США (медиана — 33 603), а средний доход на одну семью — 51 269 долларов (медиана — 43 295). Медиана доходов составила 59 792 доллара для мужчин и 26 563 доллара для женщин. За чертой бедности находилось 18,6% человек, в том числе 19,8% детей младше 18 лет и 27,2% лиц в возрасте 65 лет и старше.
Гражданское трудоустроенное население составляло 412 человек. Основные области занятости: искусство, развлечения и отдых — 19,7%, сельское хозяйство, лесничество, рыбалка — 19,7%, образование, здравоохранение и социальная помощь — 12,4%, розничная торговля — 10,2%.

### Перепись 2000 года
По данным переписи 2000 года, в городе проживало 909 человек в 410 домохозяйствах в составе 248 семей. Плотность населения составила 197,2 чел./км². Было 525 квартир, средняя плотность которых составляла 113,9/км². Расовый состав города: 97,14% белых, 0,88% индейцев, 1,21% других рас и 0,77% двух или более рас. Доля испанцев и латиноамериканцев составляла 3,85% населения.
Из 410 домохозяйств 29,0% имели детей младше 18 лет, которые жили с родителями; 52,4% были супругами, жившими вместе; 5,1% имели хозяйку без мужа, и 39,3% не являлись семьями. 35,6% домохозяйств состояли из одного человека, в том числе 17,6% в возрасте 65 лет и старше. В среднем на домохозяйство приходилось 2,21 жителя, а средний размер семьи составил 2,90 человек.
Возрастной состав населения: 25,0% лица младше 18 лет, 4,7% в возрасте от 18 до 24 лет, 26,0% в возрасте от 25 до 44 лет, 24,9% в возрасте от 45 до 64 лет и 19,5% в возрасте 65 лет и старше. Средний возраст жителей — 42 года. Половой состав населения: 49,5% — мужчины и 50,5% — женщины.
Средний доход домохозяйств в городе составил 29 904 доллара США, семей — 39 444 доллара. Средний доход мужчин составил 38 250 долларов и 21 964 доллара у женщин. Доход на душу населения в городе составлял 15 803 доллара. Приблизительно 8,5% семей и 12,7% населения находились за чертой бедности, включая 8,2% лиц младше 18 лет и 18,5% в возрасте 65 лет и старше.